# بلبریج، ویکتوریا
بلبریج (به انگلیسی: Bellbridge) یک شهرک در استرالیا است که در ویکتوریا (استرالیا) واقع شده‌است.